# 海基·萨沃莱宁

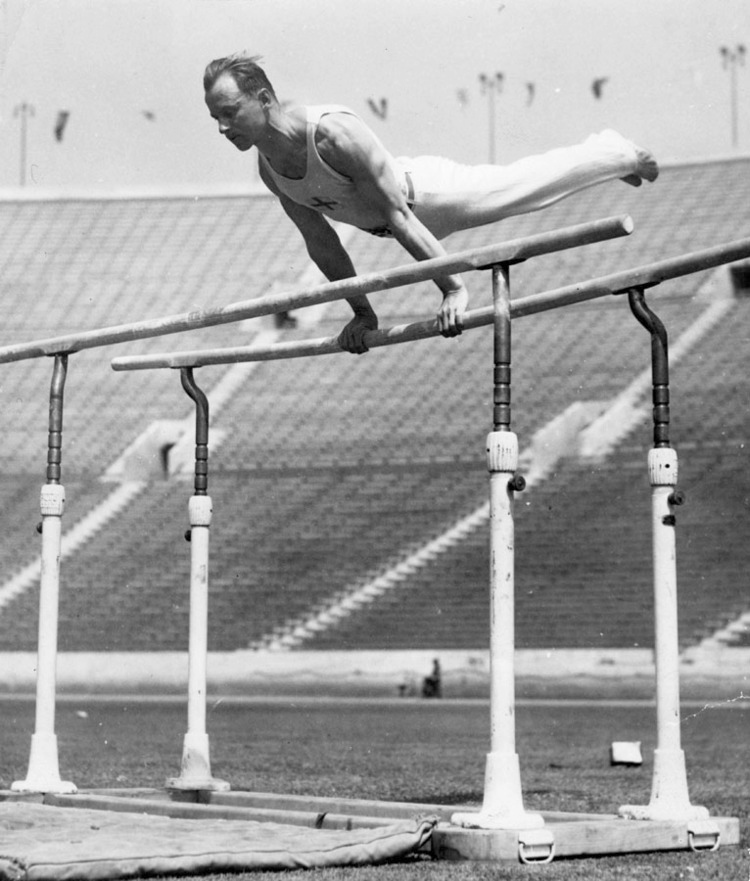
1932年洛杉矶奥运会上的萨沃莱宁

海基·萨沃莱宁（芬蘭語：Heikki Savolainen，1907年9月28日—1997年11月29日），芬兰男子体操运动员。他曾参加1928年、1932年、1936年、1948年和1952年五届夏季奥运会，共收获两枚金牌、一枚银牌和六枚铜牌。